# Nannoperca oxleyana
Nannoperca oxleyana е вид лъчеперка от семейство Percichthyidae. Видът е застрашен от изчезване.

## Разпространение
Разпространен е в Австралия.